# Chiesa di San Benedetto (Scorzè)
La chiesa arcipretale di San Benedetto Abate è la parrocchiale di Scorzè, in città metropolitana di Venezia e diocesi di Treviso; fa parte del vicariato di Noale.

## Storia
Originariamente dipendente dalla pieve di Trebaseleghe, la parrocchia di Scorzè si affrancò dalle matrice nel XVI secolo.
Costruito al posto del precedente, l'attuale edificio fu eretto tra il 1761 e il 1767 su progetto dell'architetto Veneziano Giorgio Massari. Fu consacrato del vescovo Paolo Francesco Giustiniani la XVIII domenica dopo la Pentecoste del 1767 (11 ottobre).
Nel 1931 l'architetto Antonio Beni fu incaricato di progettare un ampliamento significativo dell'area presbiterale della chiesa. Il progetto non fu mai realizzato, tuttavia ancora si conservano le planimetrie del Beni presso la sede municipale.
L'edificio è stato sottoposto, nel 2012, ad un intervento generale di restauro. Alla fine dell'intervento, il 14 luglio 2013 il vescovo Gianfranco Agostino Gardin ha consacrato il nuovo altare che, unitamente alla sede e all'ambone, sono stati realizzati ex novo.

## Descrizione

### Esterno
All'esterno spiccano sul timpano le tre statue attribuite ad Antonio Bonazza che raffigurano san Benedetto, santa Lucia e sant'Agnese. Sui pilastri del sagrato antistante la chiesa si trovano invece nove statue di santi attribuite allo scultore padovano Francesco Androsi (1713-1785).

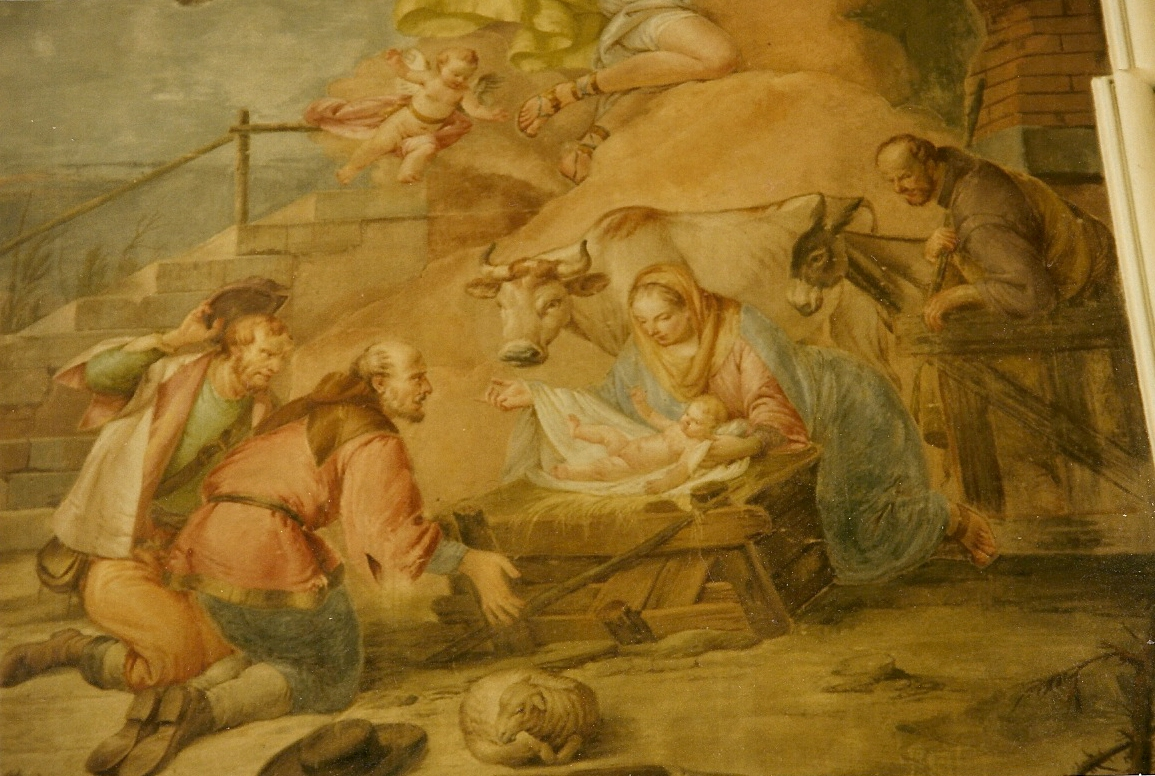
Particolare degli affreschi dello Zugno.

### Interno

#### Altar maggiore

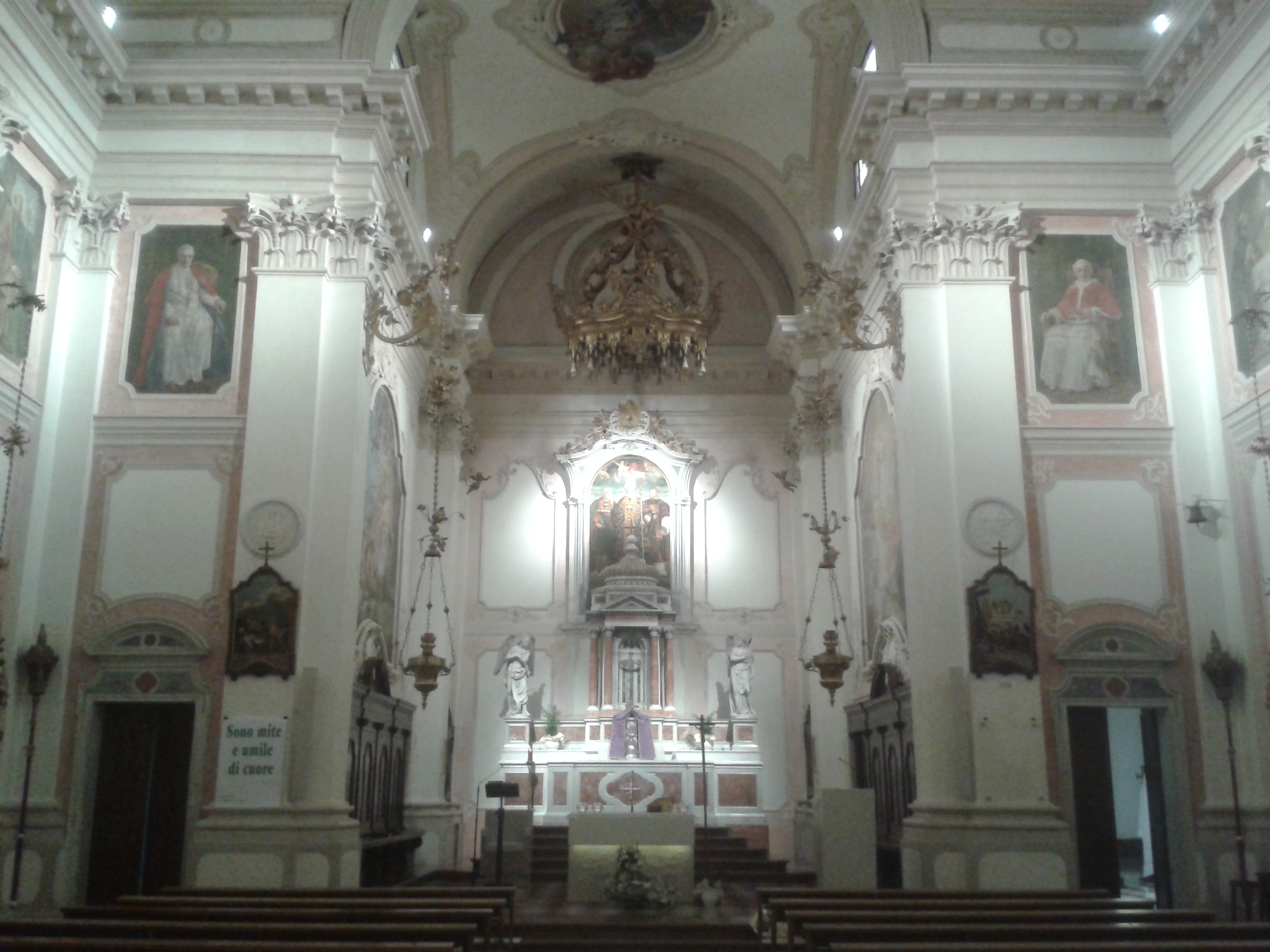
Veduta dell'altar maggiore.

Sull'altare maggiore spiccano la pala di Paolo Pino San Benedetto con i santi Nicola e Lorenzo e l'imponente tabernacolo di Giuseppe Bernardi detto il Torretto di Pagnano, maestro del Canova, che eseguì anche i due angeli che contornano il ciborio. Il tutto è sormontato dal fastoso baldacchino dei fratelli Dalla Vecchia.
Ai lati i due affreschi di Francesco Zugno raffiguranti la Nascita di Gesù e la Trasfigurazione. Nel soffitto, l'Ascensione di Giovan Battista Canal.
L'altare in marmo, riportante come paliotto un bassorilievo dello scultore bellunese Franco Fabiane, unitamente alla sede e all'ambone, è stato realizzato nel 2013 dall'architetto Fabio Nassuato e consacrato il 14 luglio dello stesso anno dal vescovo Gianfranco Agostino Gardin.

#### Navata

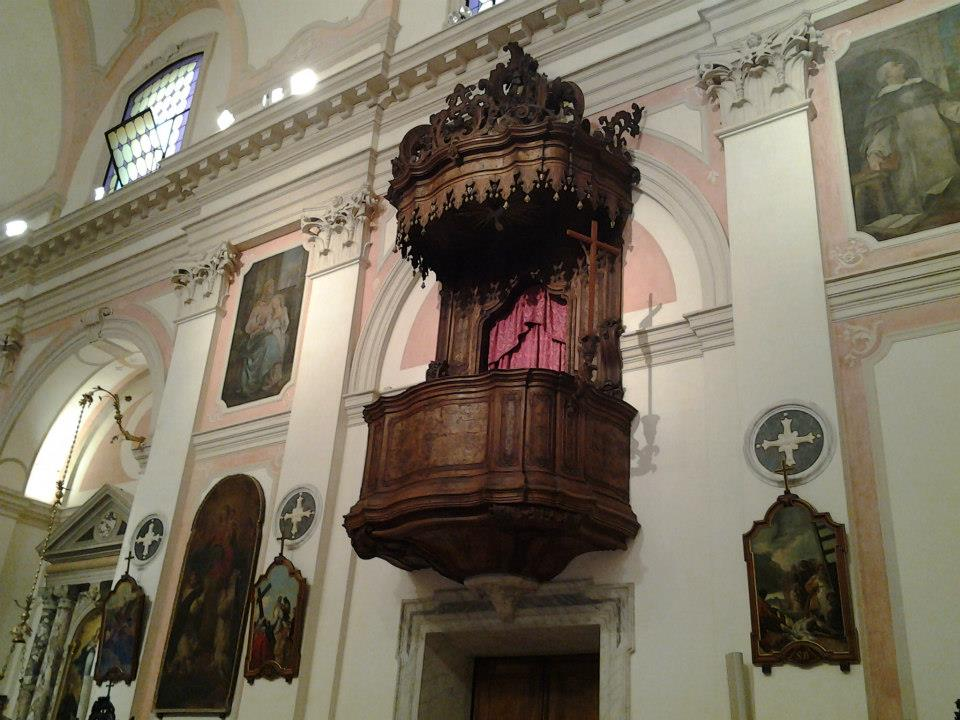
Pulpito di Giovanni Zardo.

Nelle pareti laterali, accanto ai succitati altari, due pale: Vergine col Bambino tra san Domenico e santa Rosa da Lima, di Pietro Antonio Novelli, e, di fronte, Madonna del Rosario con sant'Agnese tra i santi Pietro e Paolo, di autore ignoto del XVI secolo.
Proseguendo, uno di fronte all'altro, due notevoli opere d'intaglio: a sinistra il magnifico pulpito, eseguito dallo scultore e intagliatore Giovanni Zardo detto "Fantolin" nel 1792; a destra, la notevole bussola della porta laterale sud eseguita da Vincenzo Cadorin e donata alla chiesa dai conti Alba e Antonio Conestabile della Staffa. Racchiusa in una ricca cornice, la tela della Sacra Famiglia, attribuita ad Antonio Beni, sormontata dal monocromo della pietà, affresco del Beni posto nella lunetta.

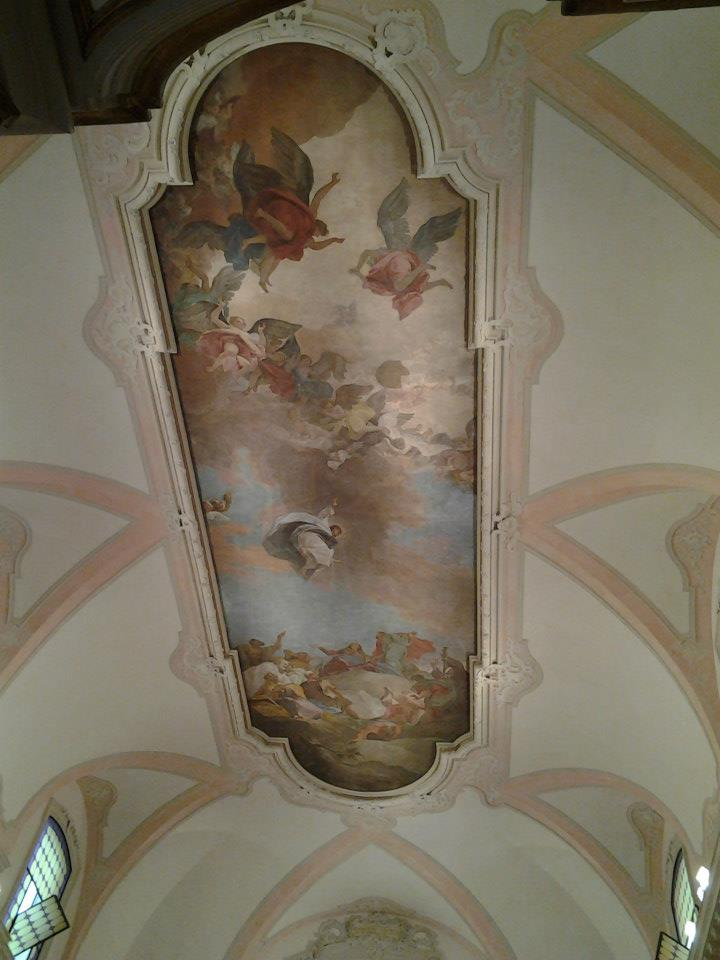
Ascensione del Canal nel soffitto.

Per quanto riguarda le decorazioni ad affresco, notevole, nel soffitto, l'Ascensione di Giovan Battista Canal. Nelle pareti, il ciclo eseguito tra il 1905 e il 1907 da Antonio Beni raffigurante vari santi e profeti e i papi Pio X e Leone XIII.
Ad ornare le pareti, merita menzione la Via crucis, opera eseguita tra il 1885 e il 1890 dal pittore veneziano Luigi Nono.

##### Altari laterali
Quattro sono gli altari laterali. I due altari posti più a ovest, furono acquistati nel 1808 dalla chiesa di Sant'Agnese di Venezia, che era stata momentaneamente chiusa a causa delle soppressioni napoleoniche. Interessanti i marmi, cinquecenteschi, di impronta sansoviniana. Nell'altare di destra, dedicato a Santa Barbara, è posta la pala di santa Lucia, del 1896 dipinta dal pittore veneziano Vincenzo Azzola. Dietro la tela è situato un bassorilievo di scuola sansoviniana. Ai piedi dell'altare, racchiuso tra le balaustre settecentesche che un tempo erano poste al limite del presbiterio, il fonte battesimale, del 1538. Di fronte, l'altare di Sant'Agnese, con la pala dell'Immacolata Concezione di Francesco Vason (1880).
Negli ultimi due altari prima del presbiterio, spicca la pala di San Francesco d'Assisi riceve le stimmate attribuita a Paris Bordone, mentre nell'antistante altare della Madonna della Salute, il dipinto raffigurante la Vergine della pittrice trevigiana Tagliapietra (1878) è racchiuso nella fastosa cornice dorata di Vincenzo Cadorin.

#### Cappella del Santissimo
Posta a nord del presbiterio, in ambiente separato e simmetrico rispetto alla sacrestia, dove un tempo si trovava una cappella dedicata a Sant’Antonio di Padova. L’assetto e l’uso attuali risalgono al 2020, quando è stata decorata dal controverso artista sloveno Marko Ivan Rupnik.

#### Organo

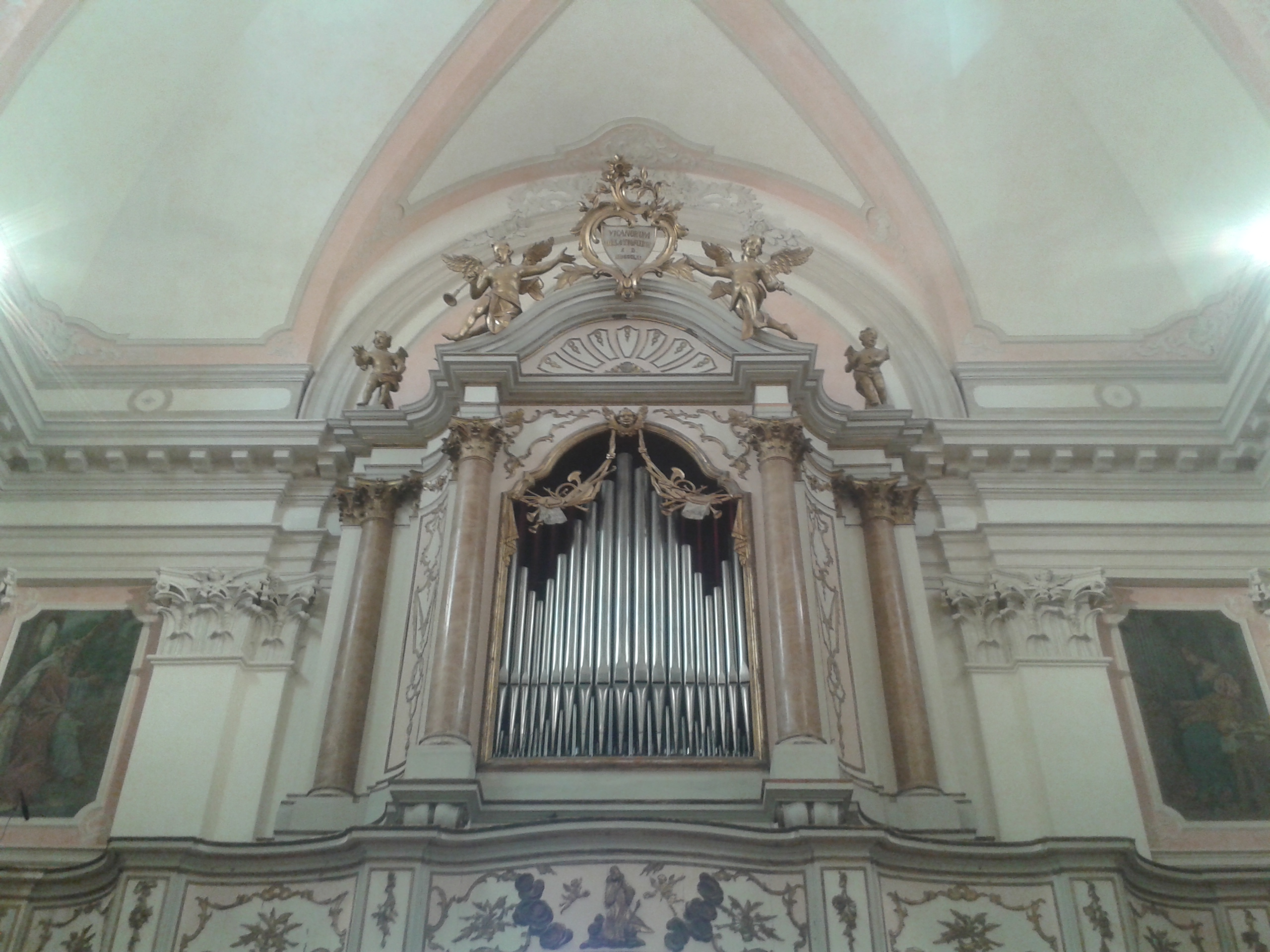
Mostra d'organo.

L'organo, dei fratelli Pugina ma con materiale del precedente organo di Gaetano Callido (acquistato nel 1808 dalla chiesa di Sant'Agnese di Venezia), è stato restaurato ad opera della ditta Zanin nel 2010: è a trasmissione integralmente meccanica e conta 20 registri reali distribuiti su due tastiere e pedale. È stato inaugurato nel maggio 2011 dall'organista Francesco Finotti.

### Campanile

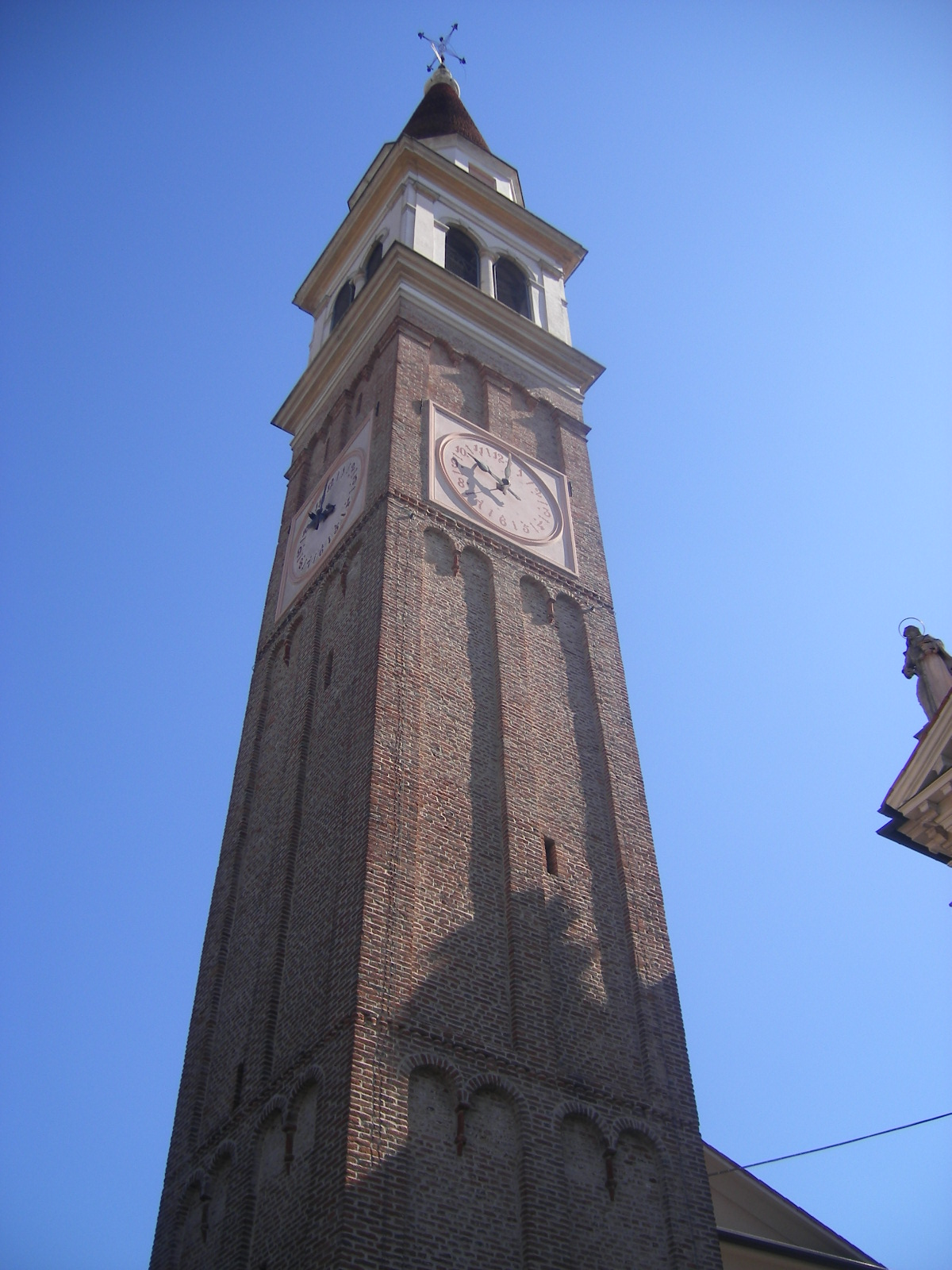
Campanile

Il campanile, alto 50 metri, risale al XVI secolo. Rialzato nel 1767, nel 1876 è stato integralmente restaurato sostituendo la cella campanaria, contenente, allo stato attuale, quattro campane in Si2, originariamente fuse dalla fonderia Cavadini di Verona nel 1902 e successivamente rifuse dalla fonderia De Poli di Vittorio Veneto nel 1962. Nel restauro del 1990 è stato scoperto un affresco sopra la porta d'ingresso raffigurante una Madonna con Bambino fino allora nascosto dalla meridiana del 1729.